# Pierre Jeanneret
Pierre Jeanneret (Ginebra, 22 de marzo de 1896 - 4 de diciembre de 1967) fue un arquitecto y diseñador suizo, primo y estrecho colaborador de Le Corbusier. 
Se diplomó en la Escuela de Bellas Artes de Ginebra. Trabajó con Auguste y Gustave Perret en París entre 1921 y 1922, antes de comenzar a trabajar en colaboración con Le Corbusier. Su papel fue de gran relevancia en todos los proyectos, a pesar de que se tiene la tendencia a olvidarlo. Juntos editaron en 1926 el célebre manifiesto de los « Cinco puntos hacia una Nueva Arquitectura » que serviría de guía para su estética arquitectónica. Uno de los ejemplos más fieles a estos principios es la Villa Savoye (1928-1931). Un edificio con amplias superficies vidriadas y un espacio interior con pocas particiones, elevada sobre elegantes pilotis de modo que casi parece levitar.
En 1929 en el Salón de otoño de Paris, Pierre desvela un conjunto de muebles modernos compuestos por sillas de tubos de acero, taburetes y un grupo de estanterías modulares en acero concebidas junto con Le Corbusier y Charlotte Perriand. Todos ellos eran miembros de la Union des Artistes Modernes.

## Chandigarh
Jeanneret, en colaboración con el equipo inglés de marido y mujer de Maxwell Fry y Jane Drew, fue responsable de gran parte del gran proyecto de arquitectura cívica de Chandigarh. Su contribución más destacada ha sido, sin duda, el diseño de las catorce categorías de viviendas colectivas que constituyen las zonas de estar y de esparcimiento de Chandigarh.
Jeanneret, junto con Ar. Jugal Kishore Chowdhary, Ar. Bhanu Pratap Mathur y Er. Agya Ram, fue responsable de una cantidad significativa de diseño para la Universidad de Panjab, incluido el Gandhi Bhawan y la Biblioteca de la Universidad.
Jeanneret se quedó en Chandigarh después de su construcción, asesorando al gobierno local en su calidad de Arquitecto Jefe de la ciudad. Para conmemorar su legado, la Administración de Chandigarh restauró su residencia, Casa No. 57, Sector 5 (Tipo 4J), y la convirtió en un Museo dedicado a sus contribuciones a la ciudad, el 22 de marzo de 2017, su 121 nacimiento. aniversario.
Fueron 8 metros lineales de manuscritos, documentos, fotografías, dibujos y cartas entre Jeanneret y Le Corbusier, que fueron recopilados durante quince años durante el proyecto de Chandigarh. Contienen gran detalle de las responsabilidades de Jeanneret en la construcción de la ciudad. Se dejaron a la sobrina de Jeanneret, Jacqueline Jeanneret, tras su muerte en 1967. Ahora se conservan en el Centro Canadiense de Arquitectura (CCA) en Montreal, Canadá.
Igualmente significativo fue su papel como mentor de jóvenes arquitectos indios como Aditya Prakash, Jeet Malhotra, Jugal Kishore Chowdhary, Urmila Eugene Chowdhary, Shiv Dutt Sharma y muchos otros.
Algunas de sus principales obras en Chandigarh incluyen el M.L.A. Albergues en el Sector 3 y 4, Politécnica Masculina (hoy CCET) en el Sector 26, Biblioteca del Estado, Ayuntamiento y Edificio de Correos y Telégrafos en el Sector 17, Oficina de Arquitectos (hoy Centro Le Corbusier) en el Sector 19, Posgrado Instituto de Educación e Investigación Médica en el Sector 12 (en colaboración con Jeet Malhotra, Aditya Prakash y H.S. Chopra), Escuela Secundaria Superior Modelo de Gobierno, Sector-16, Chandigarh, St. John's High School, Chandigarh y las tiendas en V4 en el Sector 11 .

## Muebles
Además de edificios, Jeanneret también diseñó muebles, tanto de forma independiente como con Le Corbusier. Experimentó con un diseño minimalista, incluida una silla que no requería sujetadores.

## Galería
La casa del arquitecto Pierre Jeanneret en Chandigarh, India, convertida en museo.

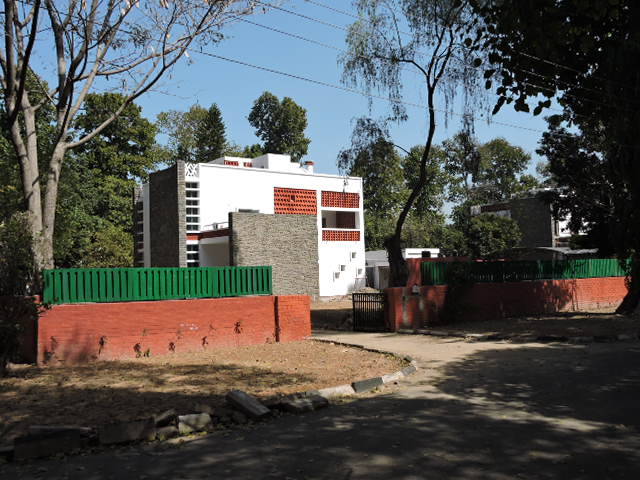
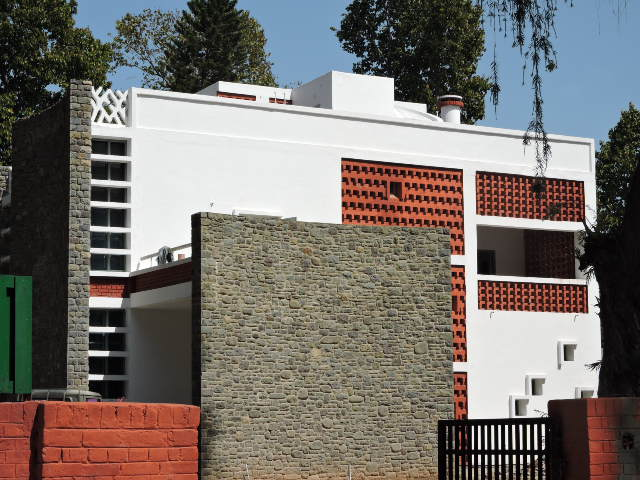
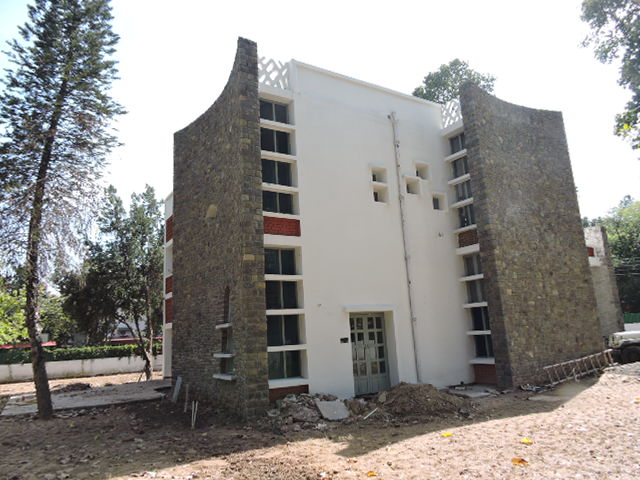
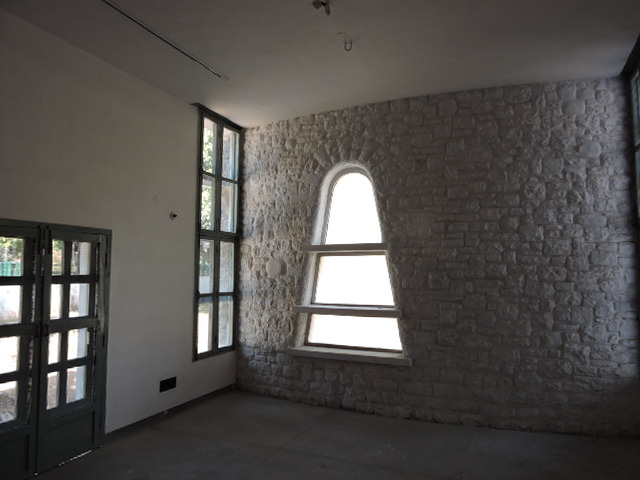

Pavillon L'Esprit Nouveau, diseñado en conjunto con su primo Le Corbusier para la Muestra Internacional de Artes Decorativas e Industriales en Paris, año 1925.

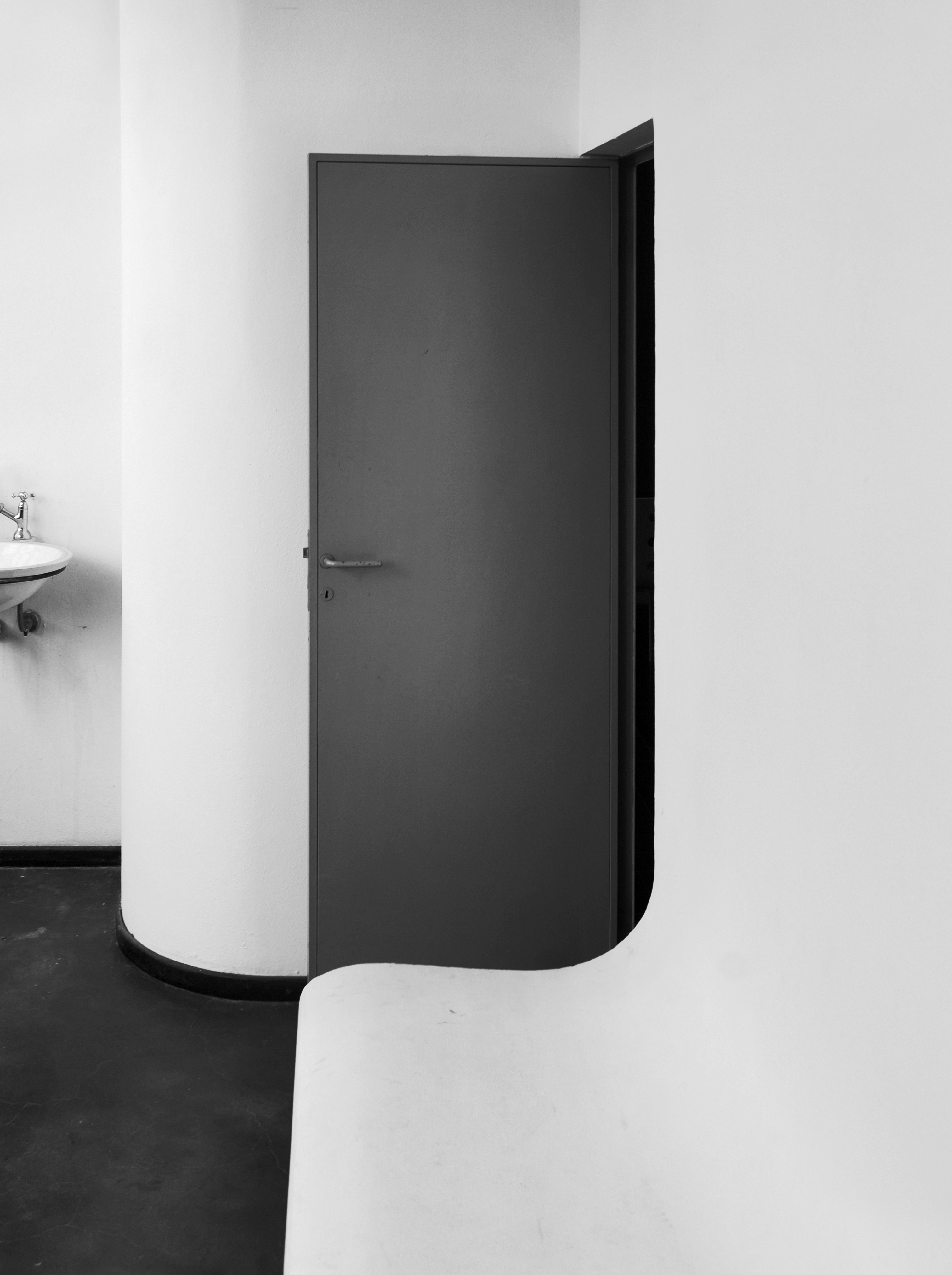